# Chutes de Gouina
Les chutes de Gouina sont situées sur le fleuve Sénégal au Mali, à 80 km au sud-est de Kayes en direction de Bafoulabé. Le fleuve, d'une largeur de 430 m à cet endroit, tombe d'une hauteur d'environ 15 m. Le débit varie considérablement et peut passer de 3 m3/s en mai, à 5 000 m3/s en octobre (valeurs extrêmes relevées à l'embouchure).
Le fleuve Sénégal à cet endroit mesure aux alentours de 300 mètres de large et chute d'environ 25 mètres.
L'Organisation pour la mise en valeur du fleuve Sénégal, constitué du gouvernement du Mali, du Sénégal, de Mauritanie et de Guinée a prévu la construction d'un barrage hydro-électrique à l'emplacement des chutes de Gouina. La construction a débuté en décembre 2013.

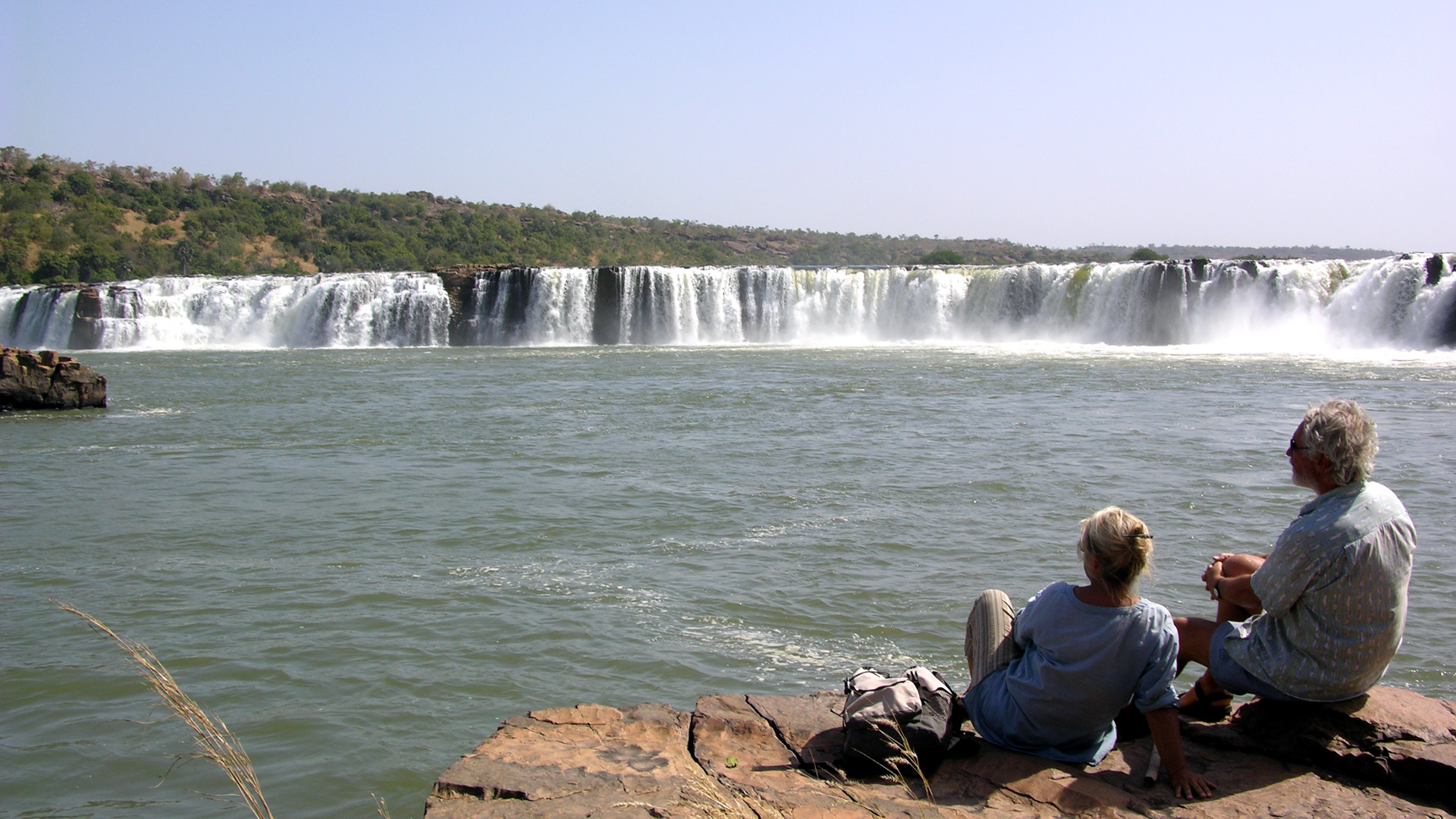
Chutes de Gouina
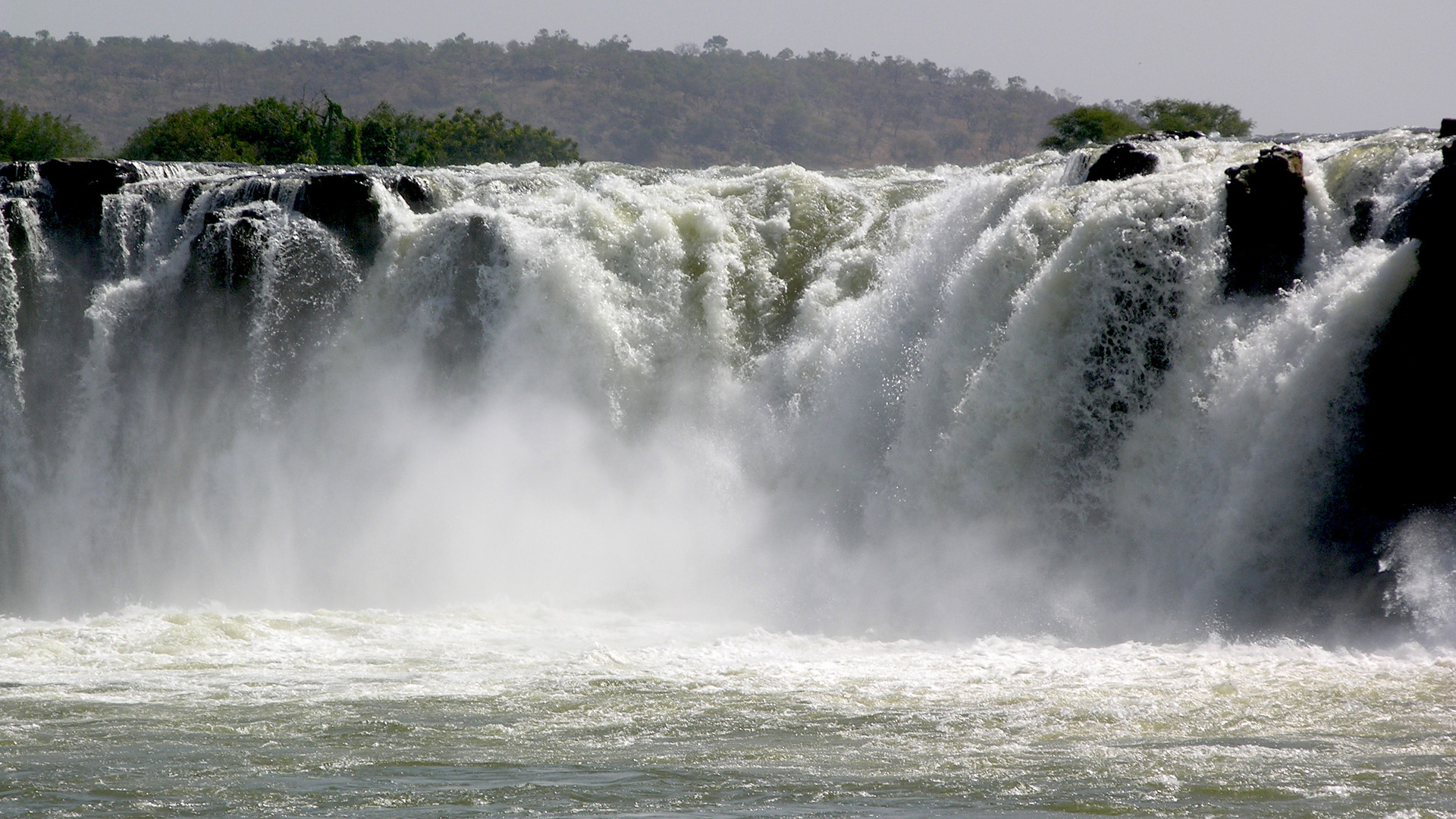
Chutes de Gouina
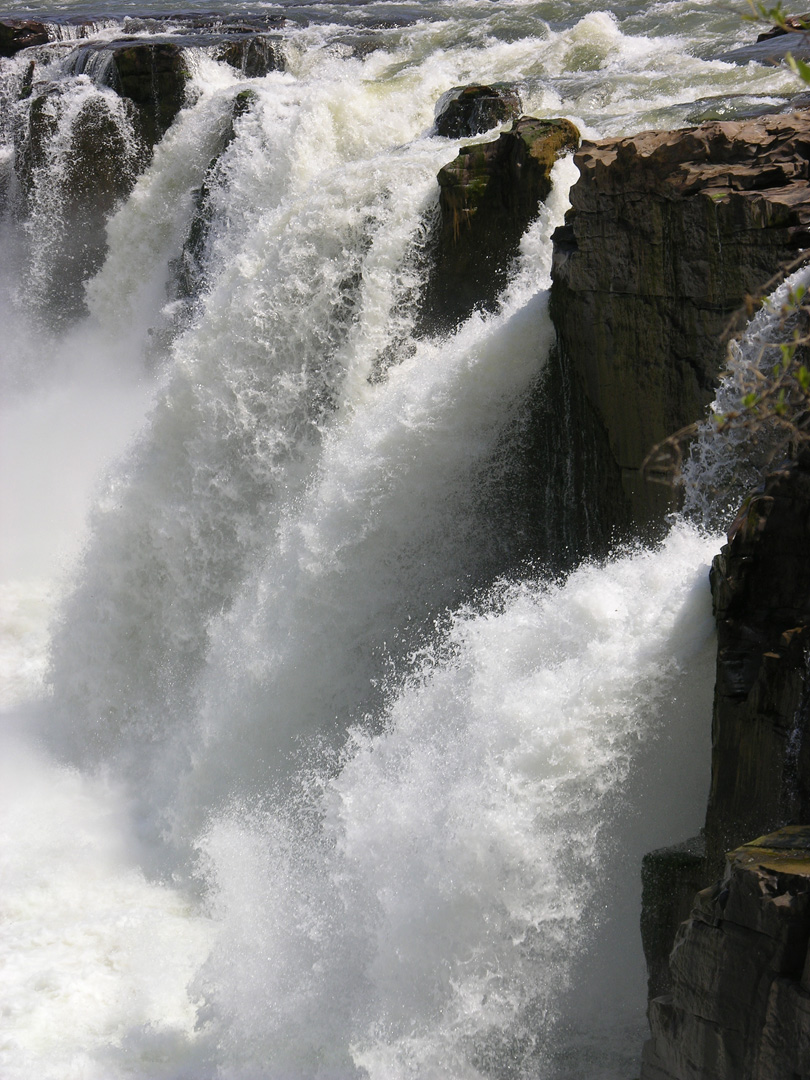
Chutes de Gouina